# Louis Trichardt
Louis Trichardt este un oraș din Africa de Sud.